# Déborah Rodríguez
Déborah Lizeth Rodríguez Güelmo (Montevideo, 2 dicembre 1992) è un'ostacolista e mezzofondista uruguaiana.

## Biografia
Sorella gemella del calciatore Ángel Rodríguez, ha debuttato internazionalmente nel 2007 e dal 2009 è diventata membro della nazionale seniores, competendo principalmente nei 400 metri ostacoli. Nel corso della sua carriera ha partecipato a due edizioni dei Giochi olimpici a Londra 2012 e a Rio de Janeiro 2016 e numerose edizioni dei Mondiali.
Nel corso del tempo ha affiancato alle gare ad ostacoli anche competizioni negli 800 metri piani, riscontrando successo in ambito continentale e regionale. Ha vinto due medaglie di bronzo consecutive ai Giochi panamericani tre medaglie d'oro ai Giochi sudamericani e numerose ai Campionati sudamericani.
Rodríguez detiene i record nazionali nei 400 e 800 metri piani e quelli negli ostacoli.

## Palmarès
| Anno | Manifestazione                   | Sede           | Evento      | Risultato  | Prestazione | Note                                     |
| ---- | -------------------------------- | -------------- | ----------- | ---------- | ----------- | ---------------------------------------- |
| 2007 | Mondiali allievi                 | Ostrava        | 400 m piani | Batteria   | 58"62       |                                          |
| 2008 | Campionati sudamericani U18      | Lima           | 400 m hs    | Oro        | 62"57       |                                          |
| 2008 | Campionati sudamericani U23      | Lima           | 400 m hs    | 4ª         | 62"91       |                                          |
| 2009 | Campionati sudamericani          | Lima           | 400 m hs    | 4ª         | 60"07       |                                          |
| 2009 | Mondiali allievi                 | Bressanone     | 400 m hs    | Bronzo     | 59"71       |                                          |
| 2009 | Campionati sudamericani juniores | San Paolo      | 400 m hs    | Oro        | 59"97       |                                          |
| 2009 | Mondiali                         | Berlino        | 400 m hs    | Batteria   | 59"21       | Record nazionale                         |
| 2010 | Campionati sudamericani U23      | Medellín       | 400 m piani | Argento    | 59"76       |                                          |
| 2010 | Campionati ibero-americani       | San Fernando   | 400 m hs    | Batteria   | 60"96       |                                          |
| 2010 | Mondiali juniores                | Moncton        | 400 m hs    | Batteria   | 60"39       |                                          |
| 2011 | Campionati sudamericani          | Buenos Aires   | 400 m hs    | Bronzo     | 58"63       |                                          |
| 2011 | Campionati panamericani juniores | Miramar        | 400 m hs    | Bronzo     | 59"10       |                                          |
| 2011 | Campionati sudamericani juniores | Medellín       | 400 m hs    | Oro        | 60"60       |                                          |
| 2011 | Mondiali                         | Taegu          | 400 m hs    | Batteria   | 59"52       |                                          |
| 2011 | Giochi panamericani              | Guadalajara    | 400 m hs    | Batteria   | 60"72       |                                          |
| 2012 | Mondiali indoor                  | Istanbul       | 400 m hs    | Batteria   | 57"08       |                                          |
| 2012 | Campionati sudamericani U23      | San Paolo      | 400 m piani | Oro        | 57"63       |                                          |
| 2012 | Campionati ibero-americani       | Barquisimeto   | 400 m hs    | 4ª         | 59"76       |                                          |
| 2012 | Giochi olimpici                  | Londra         | 400 m hs    | Batteria   | 57"04       |                                          |
| 2013 | Campionati sudamericani          | Cartagena      | 400 m hs    | Oro        | 58"06       |                                          |
| 2014 | Giochi sudamericani              | Santiago       | 400 m hs    | Oro        | 56"60       | Record nazionale                         |
| 2014 | Giochi sudamericani              | Santiago       | 800 m piani | Oro        | 2'06"62     |                                          |
| 2014 | Campionati ibero-americani       | San Paolo      | 400 m hs    | Argento    | 57"56       |                                          |
| 2014 | Campionati sudamericani U23      | Montevideo     | 400 m piani | Oro        | 52"53       |                                          |
| 2014 | Campionati sudamericani U23      | Montevideo     | 800 m piani | Oro        | 2'08"65     |                                          |
| 2014 | Campionati sudamericani U23      | Montevideo     | 400 m hs    | Oro        | 58"49       |                                          |
| 2014 | Campionati sudamericani U23      | Montevideo     | 4×400 m     | Bronzo     | 3'50"35     |                                          |
| 2015 | Campionati sudamericani          | Lima           | 800 m piani | Oro        | 2'01"46     |                                          |
| 2015 | Campionati sudamericani          | Lima           | 400 m hs    | Oro        | 56"33       |                                          |
| 2015 | Giochi panamericani              | Toronto        | 400 m hs    | Bronzo     | 56"41       |                                          |
| 2015 | Mondiali                         | Pechino        | 800 m piani | Batteria   | 2'02"46     |                                          |
| 2015 | Mondiali                         | Pechino        | 400 m hs    | Semifinale | 56"47       |                                          |
| 2016 | Campionati ibero-americani       | Rio de Janeiro | 400 m hs    | Oro        | 57"22       |                                          |
| 2016 | Giochi olimpici                  | Rio de Janeiro | 800 m piani | Batteria   | 2'01"86     |                                          |
| 2017 | Campionati sudamericani          | Asunción       | 800 m piani | Bronzo     | 2'07"41     |                                          |
| 2017 | Mondiali                         | Londra         | 400 m hs    | Batteria   | 57"61       |                                          |
| 2018 | Giochi sudamericani              | Cochabamba     | 800 m piani | Oro        | 2'16"21     |                                          |
| 2018 | Campionati ibero-americani       | Trujillo       | 800 m piani | Argento    | 2'06"19     |                                          |
| 2019 | Campionati sudamericani          | Lima           | 800 m piani | Oro        | 2'02"68     |                                          |
| 2019 | Giochi panamericani              | Lima           | 800 m piani | Bronzo     | 2'01"66     | Miglior prestazione personale stagionale |
| 2019 | Mondiali                         | Doha           | 800 m piani | Batteria   | 2'03"80     |                                          |
| 2020 | Campionati sudamericani indoor   | Cochabamba     | 800 m piani | Oro        | 2'14"14     |                                          |
| 2021 | Campionati sudamericani          | Guayaquil      | 800 m piani | Oro        | 2'03"38     |                                          |
| 2021 | Giochi olimpici                  | Tokyo          | 800 m piani | Semifinale | 2'01"76     |                                          |
| 2022 | Mondiali                         | Eugene         | 800 m piani | Batteria   | 2'03"04     |                                          |
| 2022 | Giochi sudamericani              | Asunción       | 800 m piani | Oro        | 2'08"14     |                                          |
| 2023 | Campionati sudamericani          | San Paolo      | 800 m piani | Argento    | 2'03"94     |                                          |
| 2023 | Giochi panamericani              | Santiago       | 800 m piani | Argento    | 2'02"88     |                                          |
| 2025 | Campionati sudamericani          | Mar del Plata  | 800 m piani | Oro        | 2'04"70     |                                          |